# Hof (Windeck)
Hof war ein Ortsteil der Gemeinde Windeck im Rhein-Sieg-Kreis. Es bildet heute einen Teil von Rosbach.

## Lage
Hof liegt in der Siegaue am nördlichen Ufer. Ehemalige Nachbarorte waren Wardenbach im Seifen im Osten, Rosbach selbst im Süden und Kleehahn im Norden. Der Ort liegt an der Bundesstraße 256.

## Geschichte
Hof gehörte zum Kirchspiel Rosbach und zeitweise zur Bürgermeisterei Dattenfeld.
1830 hatte Hof 36 Einwohner.
1845 hatte der Weiler 49 Einwohner in acht Häusern, danon 21 katholisch und 28 evangelisch. 1863 waren es 66 Personen. 1888 gab es 62 Bewohner in elf Häusern.
1962 wohnten hier 147 und 1976 146 Personen.